# 2005 في الأردن
فيما يلي قوائم الأحداث التي وقعت خلال عام 2005 في الأردن.

## سياسة
الأربعاء الأسود هو الأربعاء الموافق 9 نوفمبر 2005 حيث وقعت ثلاث عمليات تفجير إرهابية باستخدام أحزمة ناسفة